# أدولف وولف (مهندس معماري)
أدولف وولف (و. 1832 – 1885 م) هو مهندس معماري ألماني، توفي في شتوتغارت، عن عمر يناهز 53 عاماً.